# Николаев, Тимофей Григорьевич
Тимофей Григорьевич Николаев (1916—1987) — советский организатор сельскохозяйственного производства в Якутии, партийный работник. Заслуженный работник народного хозяйства Якутской АССР (1975). Министр сельского хозяйства Якутской АССР (1956—1960). Депутат Верховного Совета Якутской АССР V созыва (1959—1963). Участник Великой Отечественной войны.

## Биография
Тимофей Григорьевич Николаев родился 3 марта 1916 года в селе Александровка на территории современного Нюрбинского улуса Якутии. В 1936 году окончил Якутский сельскохозяйственный техникум.
С 1931 по 1937 годы работал зоотехником в колхозе Нюрбинского улуса, в 1937—1939 годы — на комсомольской работе, в 1939—1942 годы — районный партработник.
В декабре 1942 года был призван Олёкминским райвоенкоматом в ряды Красной Армии. После прохождения ускоренного курса обучения школы шифровальщиков Генштаба РККА в 1943 году попал на фронт заместителем начальника 5-го отдела штаба 111-й стрелковой дивизии Степного округа. Позднее служил в штабе 49-го стрелкового корпуса, а с сентября 1944 года — начальник отдела штаба командующего бронетанковых и механизированных войск II Украинского фронта.
После демобилизации вернулся в Олёкминск, работал на посту секретаря местного райкома КПСС (1946—1949). С 1949 по 1953 годы начальник управления Советом министров Якутской АССР. В 1953—1956 годах — заведующий отделом обкома и первый секретарь Якутского райкома КПСС. В период с 1956 по 1960 годы занимал пост министра сельского хозяйства Якутской АССР, в последующие 5 лет — директор совхоза «Якутский». С 1964 по 1968 годы — заместитель директора Якутского НИИ сельского хозяйства, с 1968 по 1976 годы — начальник производственного объединения мясо-молочной промышленности Якутии, с 1976 по 1978 годы — начальник отдела внедрения министерства сельского хозяйства ЯАССР.